# Ruben Koman
Ruben A. Koman (Dordrecht, 29 april 1979) is een Nederlandse schrijver en verzamelaar van volksverhalen.

## Biografie
Koman verzamelde tijdens zijn jeugd uit de volksmond legenden, sagen, sprookjes en overige vertellingen van Dordrecht (waarvoor hij werd benoemd tot Ambassadeur van Dordrecht) en de gemeente Dalfsen. Naar aanleiding van deze populaire lokale bundels werd Koman aangesteld als projectleider DOC Volksverhaal bij het Meertens Instituut in Amsterdam.
Onder leiding van Theo Meder werd met de oprichting van het DOC Volksverhaal het volksverhaalonderzoek in 2006 heropend, nadat in de jaren zestig en zeventig van de 20e eeuw op initiatief van J.J. Voskuil zo'n twintig veldwerkers op pad waren gegaan om verspreid over heel Nederland sagen te verzamelen. Koman sloeg een brug tussen verhaalwetenschap en populaire markt en gaf diverse populairwetenschappelijke boeken uit, om het volksverhaal in Nederland hernieuwde aandacht te geven. Zo was hij medeoprichter van de Stichting Vertelcultuur (een samenwerkingsverband tussen maatschappelijke en wetenschappelijke partijen) en verscheen van zijn hand een eerste onderzoek naar de herkomst van de sagenfiguren Ellert en Brammert.
Voor het in 2010 verschenen standaardwerk Verhalen van stad en streek verzamelde Koman volksverhalen in alle provincies in Nederland.
In 2011 verscheen zijn eerste kinderprentenboek, naar aanleiding van door hem ontdekte en uit de volksmond opgetekende humoristische volksverhalen over Bartje Poep.
Ruben Koman was redacteur vanaf het eerste uur van het blad Vertel Eens, het eerste populair geschreven blad over volksverhalen in Nederland en Vlaanderen.